# Play-offs Nederlands voetbal 2021
De play-offs van het Nederlands voetbal in 2021 werden na afloop van de reguliere competitie gespeeld. Hierin streden 4 clubs uit de Eredivisie voor deelname aan de UEFA Europa Conference League. Daarnaast speelden een zevental clubs voor promotie/handhaving naar/in de Eredivisie. Daarbij waren er een aantal wijzigingen doorgevoerd ten opzichte van de vorige play-offs. Het was eigenlijk de bedoeling dat dit in 2020 al gebeurde, maar door gevolgen van de coronapandemie in Nederland werd er geen play-offs gespeeld. Door deze zelfde pandemie werd al het amateurvoetbal stilgelegd, hierdoor werd er ook geen promotie/degradatie gespeeld voor de Tweede/Derde divisie en de Derde divisie/Hoofdklasse. Tijdens deze wedstrijden was er ook een video-assistent (VAR) en een assistent video-assistent (AVAR) aanwezig. Tevens werden deze play-offs over één wedstrijd per ronde gespeeld met als regel dat bij een gelijke stand na 90 minuten er werd verlengd en eventueel overgaan werd op het nemen van strafschoppen. De club met de hoogste classificatie speelde thuis.

## Play-offs voor de UEFA Europa Conference League
Deze play-offs werden gespeeld door de nummers 5 tot en met 8 van de Eredivisie. Aan het eind van het seizoen werden de volgende Europese tickets toegewezen:
- Eredivisie #1: groepsfase Champions League
- Eredivisie #2: tweede voorronde Champions League
- Eredivisie #3: play-offronde Europa League (ticket van het KNVB Bekertoernooi) 1
- Eredivisie #4: derde voorronde Europa Conference League 1
- Eredivisie play-offs (#5, #6, #7 of #8): tweede voorronde Europa Conference League 1

1 De clubs op de plekken vier tot en met zeven spelen normaliter in de play-offs om één ticket dat recht geeft tot toegang tot de tweede kwalificatieronde van de Europa Conference League. Dat zijn respectievelijk Vitesse, Feyenoord, FC Utrecht en FC Groningen. AZ plaatste zich direct voor de play-offronde van de Europa League, omdat Ajax de TOTO KNVB Beker heeft gewonnen. Het ticket voor de derde voorronde van de Europa Conference League werd doorgeschoven van de derde naar de vierde plaats in de reguliere ranglijst. In dit geval hoefde Vitesse de play-offs niet te spelen en daarom kreeg ook de nummer acht (Sparta Rotterdam) een ticket voor de play-offs.

### Wedstrijdschema
|  | halve finales 19 mei | halve finales 19 mei | halve finales 19 mei |   |            | finale 23 mei | finale 23 mei | finale 23 mei |
|  |                      |                      |                      |   |            |               |               |               |
|  | ERE5                 | Feyenoord            | 2                    |   |            |               |               |               |
|  | ERE8                 | Sparta Rotterdam     | 0                    |   |            |               |               |               |
|  | ERE8                 | Sparta Rotterdam     | 0                    |   | A          | Feyenoord     | 2             |               |
|  |                      |                      |                      |   | A          | Feyenoord     | 2             |               |
|  |                      | B                    | FC Utrecht           | 0 |            |               |               |               |
|  | ERE6                 | B                    | FC Utrecht           | 0 | FC Utrecht | 1             |               |               |
|  | ERE6                 |                      |                      |   | FC Utrecht | 1             |               |               |
|  | ERE7                 | FC Groningen         | 0                    |   |            |               |               |               |

### Halve finales

#### Wedstrijd A
|                       |                                            |         |                  | |
| 19 mei 2021 21:00 uur | Feyenoord                                  | 2 – 0   | Sparta Rotterdam | Stadion: Stadion Feijenoord, Rotterdam Toeschouwers: 6.500 Scheidsrechter: Kamphuis Video-assistent: Dieperink AVAR: Zeinstra |
| 19 mei 2021 21:00 uur | Berghuis 31' (pen.) Beugelsdijk 33' (e.d.) | Verslag |                  | Stadion: Stadion Feijenoord, Rotterdam Toeschouwers: 6.500 Scheidsrechter: Kamphuis Video-assistent: Dieperink AVAR: Zeinstra |
| 19 mei 2021 21:00 uur |                                            |         |                  | Stadion: Stadion Feijenoord, Rotterdam Toeschouwers: 6.500 Scheidsrechter: Kamphuis Video-assistent: Dieperink AVAR: Zeinstra |
| 19 mei 2021 21:00 uur |                                            |         |                  | Stadion: Stadion Feijenoord, Rotterdam Toeschouwers: 6.500 Scheidsrechter: Kamphuis Video-assistent: Dieperink AVAR: Zeinstra |
|                       |                                            |         |                  | |

#### Wedstrijd B
|                       |               |         |              | |
| 19 mei 2021 18:45 uur | FC Utrecht    | 1 – 0   | FC Groningen | Stadion: Stadion Galgenwaard, Utrecht Toeschouwers: 3.000 Scheidsrechter: Makkelie Video-assistent: Blom AVAR: Van Dongen |
| 19 mei 2021 18:45 uur | Gustafson 77' | Verslag |              | Stadion: Stadion Galgenwaard, Utrecht Toeschouwers: 3.000 Scheidsrechter: Makkelie Video-assistent: Blom AVAR: Van Dongen |
| 19 mei 2021 18:45 uur |               |         |              | Stadion: Stadion Galgenwaard, Utrecht Toeschouwers: 3.000 Scheidsrechter: Makkelie Video-assistent: Blom AVAR: Van Dongen |
| 19 mei 2021 18:45 uur |               |         |              | Stadion: Stadion Galgenwaard, Utrecht Toeschouwers: 3.000 Scheidsrechter: Makkelie Video-assistent: Blom AVAR: Van Dongen |
|                       |               |         |              | |

### Finale

#### Wedstrijd C
| |                            |         |            | |
| 23 mei 2021 12:15 uur | Feyenoord                  | 2 – 0   | FC Utrecht | Stadion: Stadion Feijenoord, Rotterdam Toeschouwers: 6.500 Scheidsrechter: Higler Video-assistent: Van den Kerkhof AVAR: De Groot |
| 23 mei 2021 12:15 uur | Sinisterra 25' Linssen 90' | Verslag |            | Stadion: Stadion Feijenoord, Rotterdam Toeschouwers: 6.500 Scheidsrechter: Higler Video-assistent: Van den Kerkhof AVAR: De Groot |
| 23 mei 2021 12:15 uur |                            |         |            | Stadion: Stadion Feijenoord, Rotterdam Toeschouwers: 6.500 Scheidsrechter: Higler Video-assistent: Van den Kerkhof AVAR: De Groot |
| 23 mei 2021 12:15 uur |                            |         |            | Stadion: Stadion Feijenoord, Rotterdam Toeschouwers: 6.500 Scheidsrechter: Higler Video-assistent: Van den Kerkhof AVAR: De Groot |
| Bijz.: Deze wedstrijd stond oorspronkelijk op 22 mei 2021 om 20:00 uur gepland, maar kon door een beslissing van de gemeente Rotterdam geen doorgang vinden wegens het Eurovisiesongfestival dat op datzelfde moment plaatsvond in dezelfde omgeving. Er was niet voldoende politie beschikbaar om beide evenementen met publiek tegelijkertijd in Rotterdam te houden. Op verzoek van Feyenoord was de wedstrijd een dag later verplaatst. FC Utrecht tekende beroep aan en stapte naar de rechter vanwege de wijziging, omdat deze in strijd zou zijn met de reglementen van de play-offs en de KNVB. Het kort geding werd op vrijdag 21 mei 2021 om 14:00 uur behandeld en de uitspraak volgde om 19:45 uur. De uitspraak was in het nadeel van FC Utrecht en de wedstrijd kon gewoon doorgaan op de zondagmiddag. Feyenoord plaatst zich voor de tweede voorronde van de Europa Conference League. |                            |         |            | |

## Play-offs om promotie/degradatie
In de periode van 15 tot en met 23 mei werden de play-offs om promotie/degradatie tussen de Eerste divisie en de Eredivisie gespeeld. Ten opzichte van de vorige play-offs om promotie/degradatie Eredivisie/Eerste divisie waren er een aantal wijzigingen doorgevoerd en dat waren de volgende. De play-offs werden gespeeld door de nummer 16 van de Eredivisie 2020/21, aangevuld met zes clubs uit de Eerste divisie 2020/21. De nummer 17 en nummer 18 van de Eredivisie degradeerden direct. De kampioen en nummer 2 van de Eerste divisie promoveerden direct.
Van de zes clubs uit de Eerste divisie 2020/21 kregen vier teams het recht tot deelname aan de play-offs op grond van de resultaten in de perioden. Dit waren:
- Periode 1: SC Cambuur
- Periode 2: Almere City FC
- Periode 3: De Graafschap
- Periode 4: Go Ahead Eagles

SC Cambuur (kampioen) en Go Ahead Eagles (nummer 2) promoveerden direct naar de Eredivisie, daardoor werd de play-off tickets doorgeschoven naar de eerst volgende hoogst geklasseerde club (die het recht tot deelname aan de play-offs nog niet heeft verkregen) in de reguliere eindstand.
De deelnemende clubs voor de eerste ronde waren zes clubs uit de Eerste divisie en dat waren: De Graafschap (ED3), Almere City FC (ED4), NAC Breda (ED5), FC Volendam (ED6), N.E.C. (ED7) en Roda JC Kerkrade (ED8).
De deelnemende club voor de halve finales was de nummer 16 van de Eredivisie en dat was: FC Emmen (ERE16).
De clubs uit de Eerste divisie kregen een classificatie mee op basis van de eindstand van de ranglijst. Zo was de club die derde eindigt aangeduid met ED3 en tot en met ED8 voor de clubs op de plaatsen tot en met 8.

### Wedstrijdschema
|  | eerste ronde 15 mei | eerste ronde 15 mei | eerste ronde 15 mei |                    |       | halve finales 20 mei | halve finales 20 mei | halve finales 20 mei |  |  | finale 23 mei | finale 23 mei | finale 23 mei |
|  |                     |                     |                     |                    |       |                      |                      |                      |  |  |               |               |               |
|  | ED3                 | De Graafschap       | 2                   |                    |       |                      |                      |                      |  |  |               |               |               |
|  | ED8                 | Roda JC Kerkrade    | 3                   |                    |       |                      |                      |                      |  |  |               |               |               |
|  | ED8                 | Roda JC Kerkrade    | 3                   |                    | B     | N.E.C.               | 3                    |                      |  |  |               |               |               |
|  |                     |                     |                     |                    | B     | N.E.C.               | 3                    |                      |  |  |               |               |               |
|  |                     |                     | A                   | Roda JC Kerkrade   | 0     |                      |                      |                      |  |  |               |               |               |
|  | ED4                 | Almere City FC      | A                   | Roda JC Kerkrade   | 0     | 0                    |                      |                      |  |  |               |               |               |
|  | ED4                 | Almere City FC      |                     |                    |       | 0                    |                      |                      |  |  |               |               |               |
|  | ED7                 | N.E.C.              | 4                   |                    |       |                      |                      |                      |  |  |               |               |               |
|  |                     |                     |                     |                    |       |                      |                      |                      |  |  | D             | NAC Breda     | 1             |
|  |                     |                     | E                   | N.E.C.             | 2     |                      |                      |                      |  |  |               |               |               |
|  |                     |                     |                     |                    |       |                      |                      |                      |  |  |               |               |               |
|  |                     |                     |                     |                    |       |                      |                      |                      |  |  |               |               |               |
|  |                     | ERE16               | FC Emmen            | 1 (3)              |       |                      |                      |                      |  |  |               |               |               |
|  |                     |                     |                     | 1 (3)              |       |                      |                      |                      |  |  |               |               |               |
|  |                     |                     | C                   | NAC Breda (w.n.s.) | 1 (4) |                      |                      |                      |  |  |               |               |               |
|  | ED5                 | NAC Breda           | C                   | NAC Breda (w.n.s.) | 1 (4) | 4                    |                      |                      |  |  |               |               |               |
|  | ED5                 | NAC Breda           |                     |                    |       | 4                    |                      |                      |  |  |               |               |               |
|  | ED6                 | FC Volendam         | 1                   |                    |       |                      |                      |                      |  |  |               |               |               |

### Eerste ronde

#### Wedstrijd A
|                                                   |                                   |         |                           | |
| 15 mei 2021 18:45 uur                             | De Graafschap                     | 2 – 3   | Roda JC Kerkrade          | Stadion: De Vijverberg, Doetinchem Toeschouwers: 0 Scheidsrechter: Van der Eijk Video-assistent: Higler AVAR: Nanninga |
| 15 mei 2021 18:45 uur                             | Van Mieghem 13' Van de Pavert 37' | Verslag | 11' Vente 72', 75' Goppel | Stadion: De Vijverberg, Doetinchem Toeschouwers: 0 Scheidsrechter: Van der Eijk Video-assistent: Higler AVAR: Nanninga |
| 15 mei 2021 18:45 uur                             |                                   |         |                           | Stadion: De Vijverberg, Doetinchem Toeschouwers: 0 Scheidsrechter: Van der Eijk Video-assistent: Higler AVAR: Nanninga |
| 15 mei 2021 18:45 uur                             |                                   |         |                           | Stadion: De Vijverberg, Doetinchem Toeschouwers: 0 Scheidsrechter: Van der Eijk Video-assistent: Higler AVAR: Nanninga |
| Bijz.: De Graafschap blijft in de Eerste divisie. |                                   |         |                           | |

#### Wedstrijd B
|                                                    |                |         |                                          | |
| 15 mei 2021 21:00 uur                              | Almere City FC | 0 – 4   | N.E.C.                                   | Stadion: Yanmar Stadion, Almere Toeschouwers: 0 Scheidsrechter: Blom Video-assistent: Kamphuis AVAR: Jansen |
| 15 mei 2021 21:00 uur                              |                | Verslag | 36', 75' Okita 40' (pen.) Bruijn 70' Vet | Stadion: Yanmar Stadion, Almere Toeschouwers: 0 Scheidsrechter: Blom Video-assistent: Kamphuis AVAR: Jansen |
| 15 mei 2021 21:00 uur                              |                |         |                                          | Stadion: Yanmar Stadion, Almere Toeschouwers: 0 Scheidsrechter: Blom Video-assistent: Kamphuis AVAR: Jansen |
| 15 mei 2021 21:00 uur                              |                |         |                                          | Stadion: Yanmar Stadion, Almere Toeschouwers: 0 Scheidsrechter: Blom Video-assistent: Kamphuis AVAR: Jansen |
| Bijz.: Almere City FC blijft in de Eerste divisie. |                |         |                                          | |

#### Wedstrijd C
|                                                 |                                                 |         |                | |
| 15 mei 2021 16:30 uur                           | NAC Breda                                       | 4 – 1   | FC Volendam    | Stadion: Rat Verlegh Stadion, Breda Toeschouwers: 0 Scheidsrechter: Van Boekel Video-assistent: Lindhout AVAR: Kleinjan |
| 15 mei 2021 16:30 uur                           | De Rooij 33' Adiléhou 52' Fiorini 65' Maria 86' | Verslag | 78' Mulattieri | Stadion: Rat Verlegh Stadion, Breda Toeschouwers: 0 Scheidsrechter: Van Boekel Video-assistent: Lindhout AVAR: Kleinjan |
| 15 mei 2021 16:30 uur                           |                                                 |         |                | Stadion: Rat Verlegh Stadion, Breda Toeschouwers: 0 Scheidsrechter: Van Boekel Video-assistent: Lindhout AVAR: Kleinjan |
| 15 mei 2021 16:30 uur                           |                                                 |         |                | Stadion: Rat Verlegh Stadion, Breda Toeschouwers: 0 Scheidsrechter: Van Boekel Video-assistent: Lindhout AVAR: Kleinjan |
| Bijz.: FC Volendam blijft in de Eerste divisie. |                                                 |         |                | |

### Halve finales

#### Wedstrijd D
|                                                      |                                    |         |                  | |
| 20 mei 2021 18:45 uur                                | N.E.C.                             | 3 – 0   | Roda JC Kerkrade | Stadion: Goffertstadion, Nijmegen Toeschouwers: 1.500 Scheidsrechter: Manschot Video-assistent: Van der Eijk AVAR: Van Marrewijk |
| 20 mei 2021 18:45 uur                                | Van Rooij 5' Janga 45+2' Okita 60' | Verslag |                  | Stadion: Goffertstadion, Nijmegen Toeschouwers: 1.500 Scheidsrechter: Manschot Video-assistent: Van der Eijk AVAR: Van Marrewijk |
| 20 mei 2021 18:45 uur                                |                                    |         |                  | Stadion: Goffertstadion, Nijmegen Toeschouwers: 1.500 Scheidsrechter: Manschot Video-assistent: Van der Eijk AVAR: Van Marrewijk |
| 20 mei 2021 18:45 uur                                |                                    |         |                  | Stadion: Goffertstadion, Nijmegen Toeschouwers: 1.500 Scheidsrechter: Manschot Video-assistent: Van der Eijk AVAR: Van Marrewijk |
| Bijz.: Roda JC Kerkrade blijft in de Eerste divisie. |                                    |         |                  | |

#### Wedstrijd E
|                                                    |                                    |                         |                                                 | |
| 20 mei 2021 21:00 uur                              | FC Emmen                           | 1 – 1 (n.v.) 3 – 4 pen. | NAC Breda                                       | Stadion: De Oude Meerdijk, Emmen Toeschouwers: 1.200 Scheidsrechter: Lindhout Video-assistent: Ruperti AVAR: Koopman |
| 20 mei 2021 21:00 uur                              | Hendriks 80' (e.d.)                | Verslag                 | 16' Immers                                      | Stadion: De Oude Meerdijk, Emmen Toeschouwers: 1.200 Scheidsrechter: Lindhout Video-assistent: Ruperti AVAR: Koopman |
| 20 mei 2021 21:00 uur                              | Strafschoppen                      |                         |                                                 | Stadion: De Oude Meerdijk, Emmen Toeschouwers: 1.200 Scheidsrechter: Lindhout Video-assistent: Ruperti AVAR: Koopman |
| 20 mei 2021 21:00 uur                              | De Leeuw Araujo Veendorp Bijl Peña |                         | Van Hooijdonk Fiorini Jansen Malone El Allouchi | Stadion: De Oude Meerdijk, Emmen Toeschouwers: 1.200 Scheidsrechter: Lindhout Video-assistent: Ruperti AVAR: Koopman |
| Bijz.: FC Emmen degradeert naar de Eerste divisie. |                                    |                         |                                                 | |

### Finale

#### Wedstrijd F
|                                                                                       |                   |         |                        | |
| 23 mei 2021 18:00 uur                                                                 | NAC Breda         | 1 – 2   | N.E.C.                 | Stadion: Rat Verlegh Stadion, Breda Toeschouwers: 2.500 Scheidsrechter: Kuipers Video-assistent: Van Boekel AVAR: Bluemink |
| 23 mei 2021 18:00 uur                                                                 | Van Hooijdonk 70' | Verslag | 26' Odenthal 89' Okita | Stadion: Rat Verlegh Stadion, Breda Toeschouwers: 2.500 Scheidsrechter: Kuipers Video-assistent: Van Boekel AVAR: Bluemink |
| 23 mei 2021 18:00 uur                                                                 |                   |         |                        | Stadion: Rat Verlegh Stadion, Breda Toeschouwers: 2.500 Scheidsrechter: Kuipers Video-assistent: Van Boekel AVAR: Bluemink |
| 23 mei 2021 18:00 uur                                                                 |                   |         |                        | Stadion: Rat Verlegh Stadion, Breda Toeschouwers: 2.500 Scheidsrechter: Kuipers Video-assistent: Van Boekel AVAR: Bluemink |
| Bijz.: N.E.C. promoveert naar de Eredivisie en NAC Breda blijft in de Eerste divisie. |                   |         |                        | |